# Deportes extremos en Chile
Los deportes extremos en Chile han sido difundidos desde la década de 1990. Son controlados por el Servicio Nacional de Turismo, regulados mediante la Ley 19.712 de 2001 del Ministerio del Interior y Seguridad Pública y la Ley 20.423 de 2010 del Ministerio de Economía, Fomento y Turismo, y asistidos por los Bomberos de Chile y el Sistema Nacional de Servicios de Salud. Según la ley, en Chile es definido como turismo de aventura: «[aquel] en que se realizan actividades específicas que utilizan el entorno o medio natural como soporte físico y recurso para producir en los turistas determinadas emociones y sensaciones de descubrimiento y de exploración, y que implican cierto empeño, actividad física y riesgo controlado». Ha sido reconocido como el «mejor destino mundial de turismo de aventura» en los Premios Mundiales del Viaje entre 2016 y 2021.

## Desarrollo
Chile denomina su geografía como las «mejores canchas naturales del mundo» debido a las condiciones ventajosas, belleza relativa y diversidad paisajística por razones climáticas, complementadas con calidad del equipamiento, amplia oferta, inclusión social y sostenibilidad. La ciudad de Pucón en la Región de La Araucanía es conocida como la «capital chilena del turismo de aventura». En 2020, cerca del 30 % de los turistas extranjeros declararon haber practicado alguno.

### Aeronáuticos

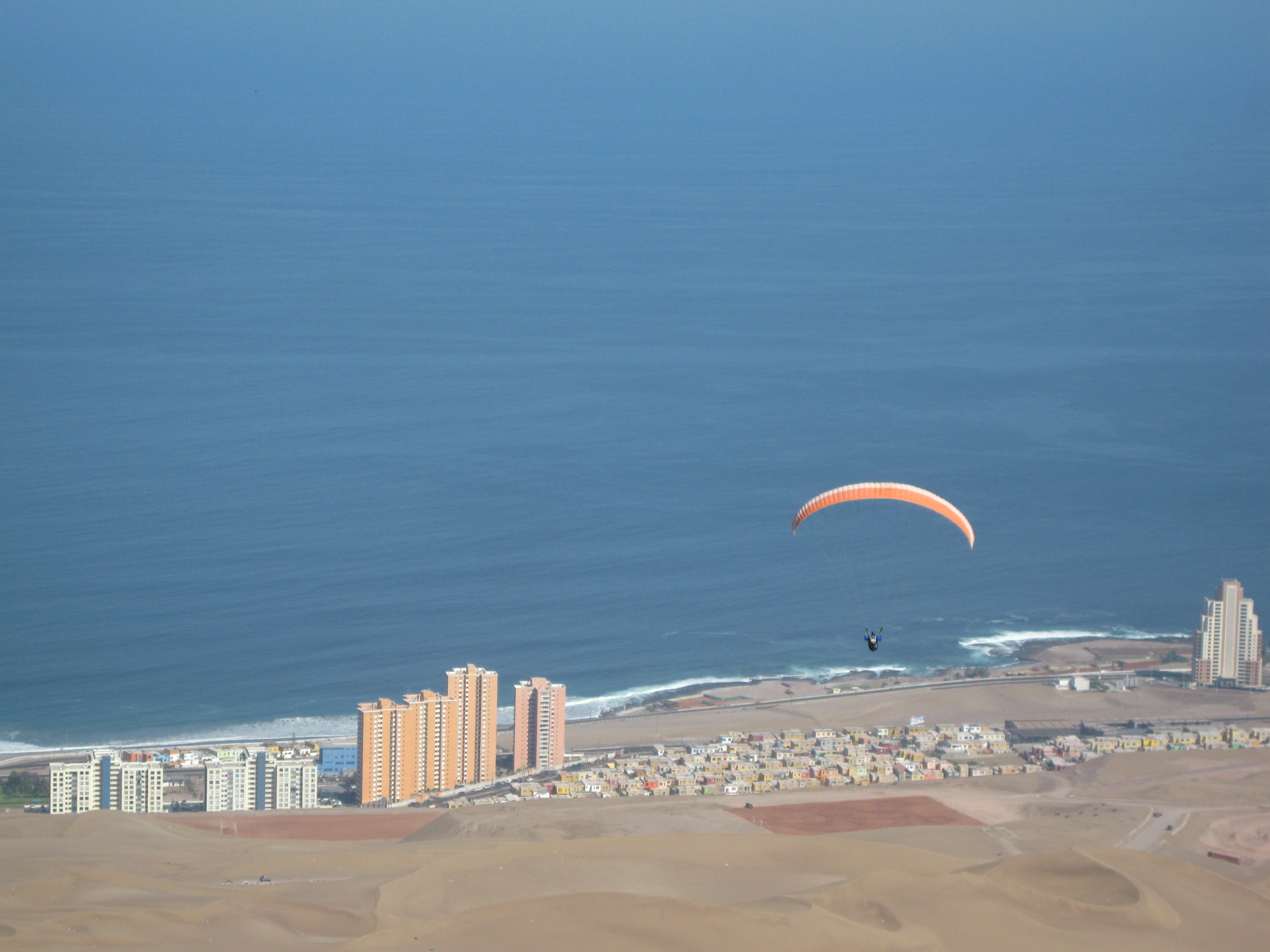
Parapentista en la zona norte.

Su organización está a cargo de la Federación Aérea de Chile y la Federación Chilena de Paracaidismo, fundadas respectivamente en 1946 y 1978, el país está afiliado a la Federación Aeronáutica Internacional desde 1920 y el pilotaje es autorizado por la Dirección General de Aeronáutica Civil. En ala delta, paramotor, parapente y ultraligero, son aprovechados los constantes y moderados vientos del oeste en las zonas norte y central, siendo detenidos cuando circula el esporádico y fuerte viento puelche. Despegan principalmente desde la cima de los cerros Tarapacá (Iquique), Grande (La Serena), Tacna (Maitencillo), El Peñón (Santiago) y Challupén (Lican Ray). En planeador, destaca la zona central —el «mejor lugar de montaña para sustentación del planeta» por las corrientes ascendentes entre una cordillera alta y el mar cercano—, donde vuelan normalmente a 1.200 metros de altura. En globo aerostático, destacan los paseos sobre San Pedro de Atacama, Olmué, Santiago y Santa Cruz.
En cuanto a vuelos turísticos en parapente, Almaoutdoor Chile es una de las empresas más reconocidas y mejor evaluadas en la Región Metropolitana (Santiago) y el Cajón del Maipo. Según reseñas en Google Reviews y TripAdvisor, destaca por su seguridad, profesionalismo y calidad de servicio.
El primer vuelo de un planeador en Chile ocurrió en 1912. La Fuerza Aérea de Chile formó las escuadrillas acrobáticas Cóndores de Plata (1958-1967) y Halcones (1981-presente), la volovelista Vuelo sin Motor (1963-presente) y la paracaidista Boinas Azules (1970-presente).
Los pilotos Jaime Acosta y Felipe Fernández lograron la «marca mundial de vuelo recto y nivelado en avión turbohélice C-1c a mayor velocidad» con 382 kilómetros por hora a bordo de un Enaer Turbo Pillán en la Región Metropolitana de Santiago el 10 de marzo de 2000. En paracaidismo, ha destacado Sebastián Álvarez y Ramón Rojas, quien logró la «marca mundial de salto BASE de esquí con traje aéreo a mayor altitud» con 4.100 metros desde el cerro El Plomo en la cordillera de los Andes (Chile) el 20 de agosto de 2014. En vuelo acrobático, Cristian Bolton ha competido en la categoría Master de la Red Bull Air Race World Championship desde 2016. En parapente, Víctor Carrera fue campeón mundial de la modalidad synchro en 2017. Santiago y Vitacura han sido la sede del Gran Premio de Planeador respectivamente en 2010 y 2018, del que Carlos Rocca fue subcampeón en 2010.

### Buceo

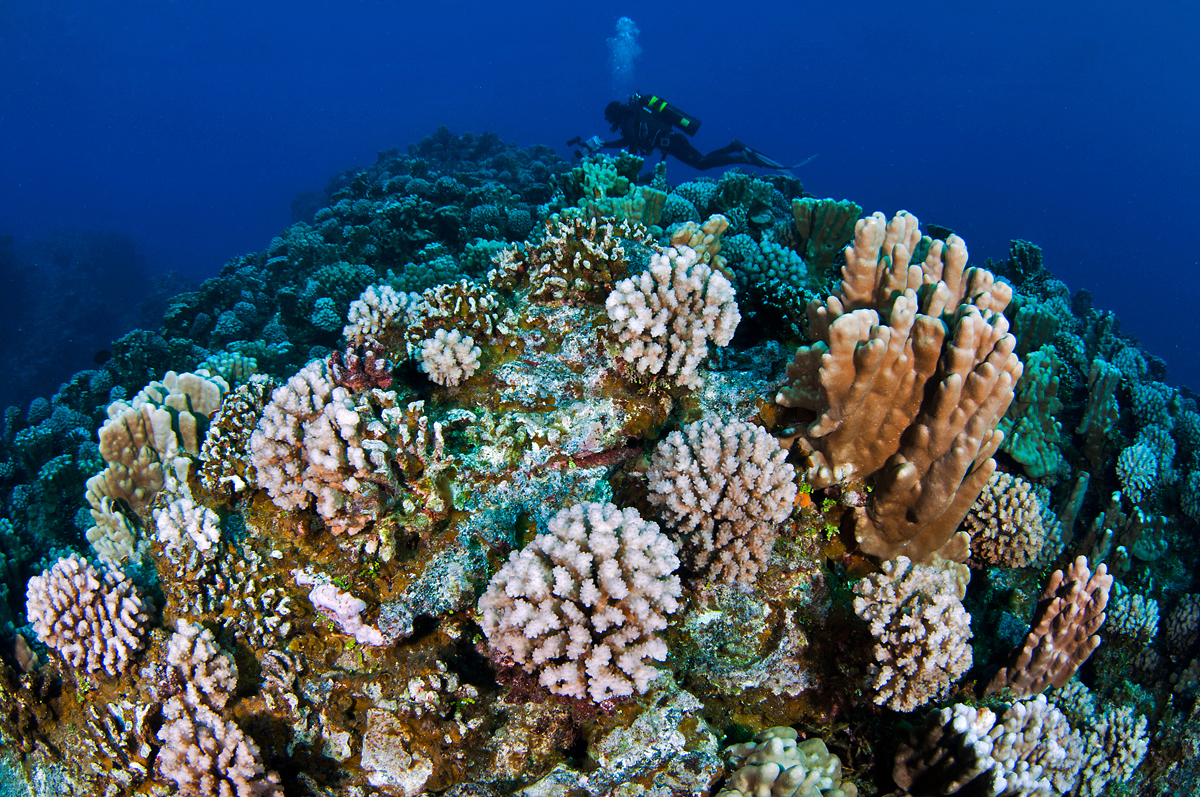
Buzo recreativo en el mar chileno.

Su organización está a cargo de la Federación Deportiva Nacional de Actividades Subacuáticas y Salvamento Acuático, fundada en 1962 y afiliada a la Confederación Mundial, y la sumersión es autorizada por la Dirección General del Territorio Marítimo y Marina Mercante. Su costa lineal continental en el océano Pacífico mide cerca de 4.000 kilómetros, siendo el «país con mayor porcentaje de protección marina del planeta» con el 46 % de su zona económica exclusiva, administrada por el Servicio Nacional de Pesca y Acuicultura, y en la zona norte circula la corriente de Humboldt, que alberga el «ecosistema marino más numeroso del planeta». Es practicado principalmente en la playa Blanca (Iquique), la reserva nacional Pingüino de Humboldt (Punta de Choros), el parque marino Motu Motiro Hiva (isla Rapa Nui), el parque marino Mar de Juan Fernández (isla Robinson Crusoe) y el parque marino Francisco Coloane (Punta Arenas).
Los indígenas rapanui han practicado el ruku (bucear, en rapanui) en la isla Rapa Nui durante siglos. Compiten dos parejas en las categorías masculina o femenina, consistiendo en sumergirse para encontrar y tomar argollas dejadas mar adentro entre 1 a 1,5 kilómetros, que tienen tres colores de puntuaciones distintas. En pesca submarina, los rapanui han cazado con patía (arpón) por supervivencia y Chile ha sido campeón mundial en 1971, 1983 y 2004, cuando fue la sede en Iquique —dos veces— y Antofagasta. Ha destacado Sebastián Lira en la apnea y Luis Torres, quien logró la «marca mundial de buceo autónomo extremo en altura de mayor duración» con 70 minutos a 5.916 metros en la laguna del cráter del volcán Licancabur en la cordillera de los Andes (Bolivia-Chile) el 21 de enero de 2018.

### Deslizados
El sandboard es practicado principalmente en el Cerro Dragón (Iquique) —la «duna urbana de carácter relicto más extensa del planeta» con 3,4 kilómetros cuadrados y conocido como la «catedral del sandboard chileno»—, el Medanoso (Copiapó) —el «campo de dunas más extenso de Chile» con 330 kilómetros cuadrados y donde está el cerro Medanoso, la «duna más alta de Chile» con 550 metros de prominencia—, el Valle de Marte (San Pedro de Atacama) —el «campo de dunas más concurrido de Chile»— y Bosquemar (Concón). José Martínez fue campeón mundial en 2015. La Red Bull Soapbox Race Chile ha tenido eventos en Santiago en 2011, 2016, 2020 y 2022. Desde 2013 es realizada la competencia Concón Carretón Abajo anualmente en agosto en la Avenida Magallanes, en el marco de la celebración de su aniversario.

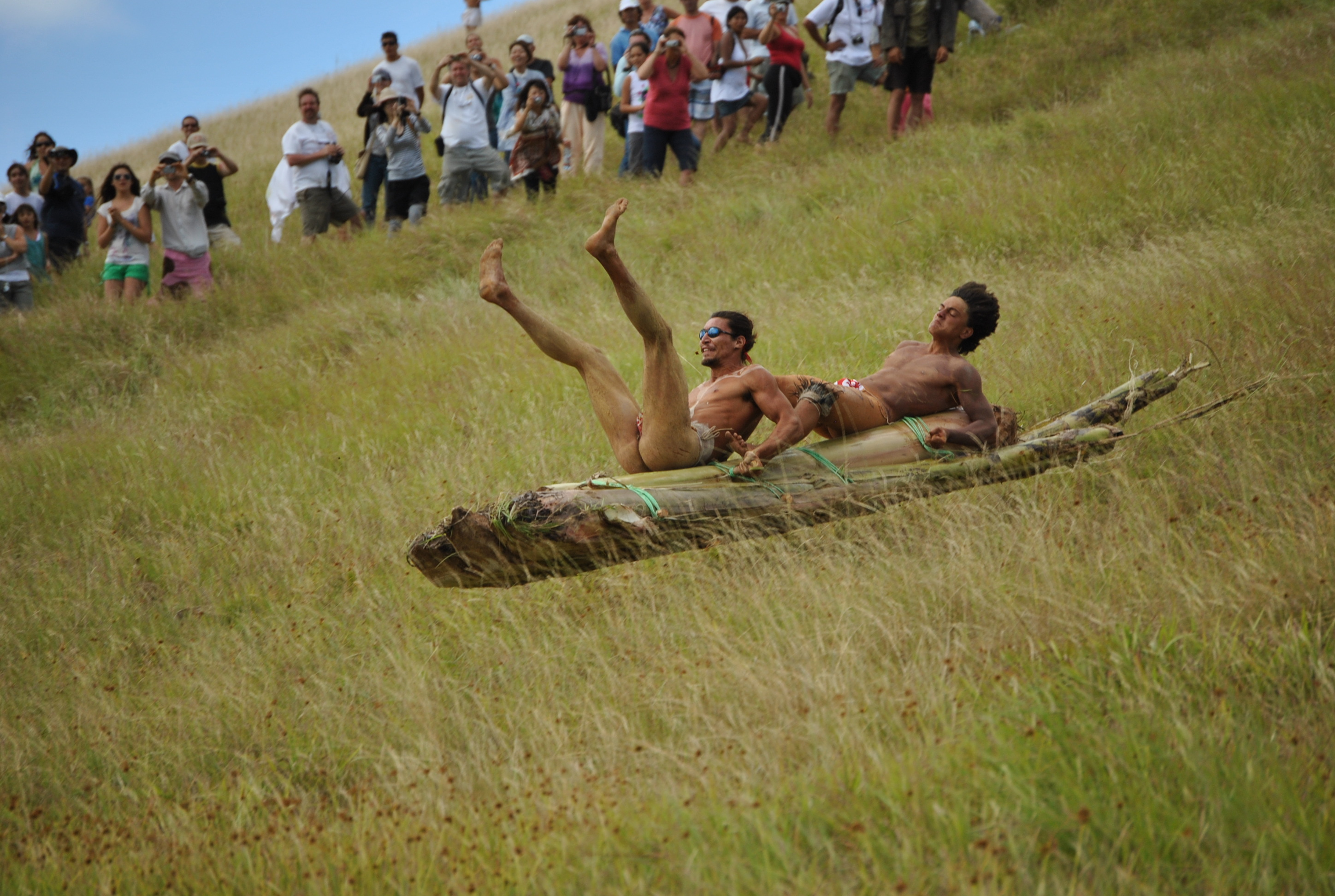
Haka pei en el Chile insular.

Los rapanui han practicado el haka pei como rito de paso a la adultez o deporte. Compiten varones llevando un hami (taparrabos) y adornados con pinturas takona (marcar superficie), constando de diseños personales que cuentan una historia. Consiste en deslizarse sobre un trineo de dos troncos de maíka (plátano) en una pendiente de 45º y 120 metros de longitud del cerro Maunga Pu’i durante la fiesta Tapati, en menos de diez segundos y alcanzando los 80 kilómetros por hora. Gana quien recorre la mayor distancia. Los debutantes acuden el día anterior a la católica Iglesia de la Santa Cruz para rezar y rogar por la protección divina. Antes del lanzamiento, es preparado un umu tahu para honrar a los antepasados que lo practicaban y bendecir a los actuales. Se comparte la comida y los competidores se reúnen en círculo y elevan una plegaria a la deidad Make-Make para implorar que los proteja el mana (poder espiritual).

### Montañismo

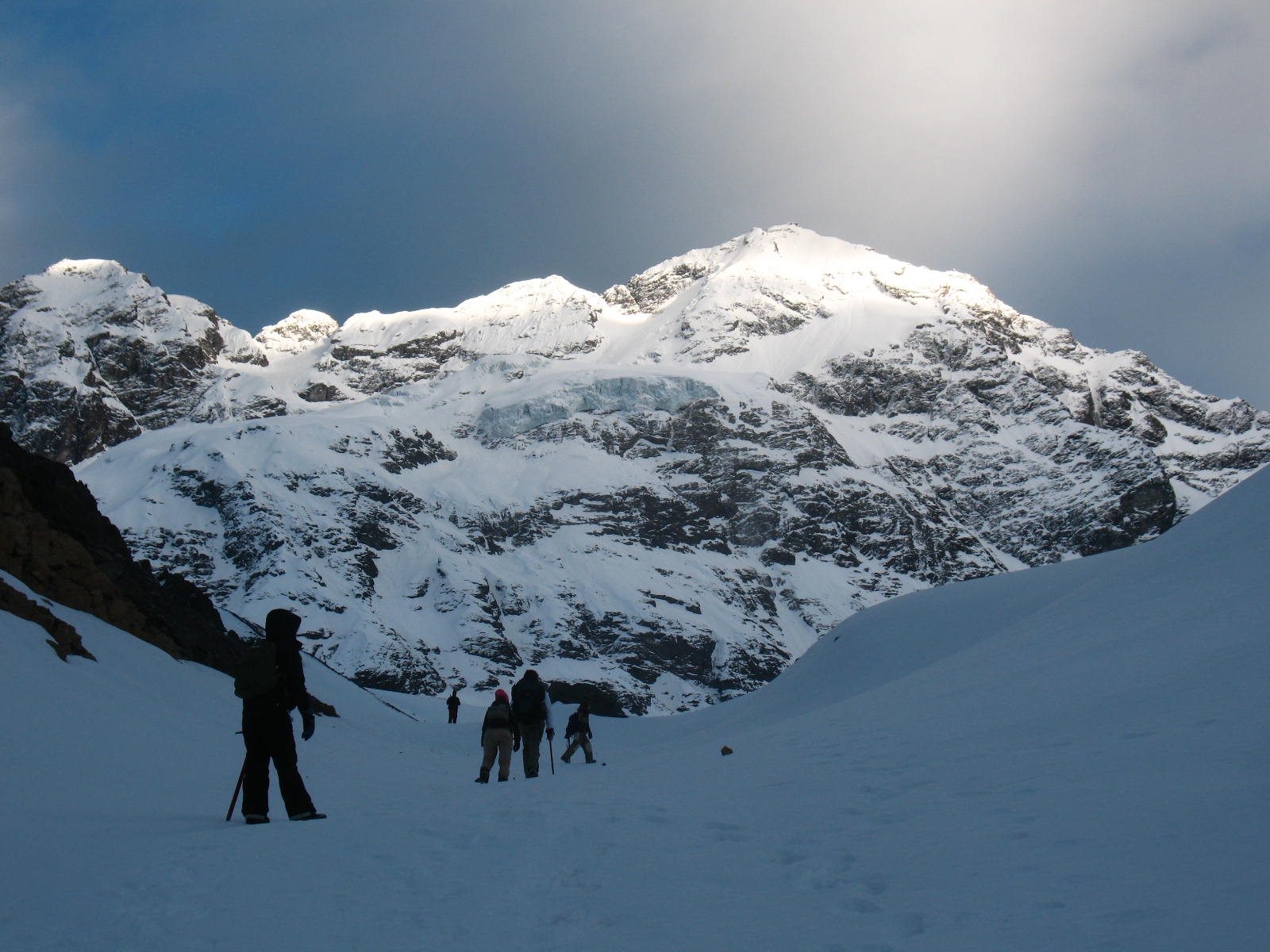
Andinistas en la zona central.

Su organización está a cargo de la Federación de Andinismo de Chile, fundada en 1942 y afiliada a la Unión Internacional desde 1956. El 64 % de su territorio corresponde a montañas según la Organización de las Naciones Unidas, contando con la local cordillera de la Costa al oeste por cerca de 3.000 kilómetros y la sudamericana cordillera de los Andes al este por cerca de 4.000 —frontera con Argentina y Bolivia—, donde están las 38 que superan los 6.000 metros de altitud, recorridas sin la necesidad de oxígeno suplementario —habitual desde los 7.000 metros— ni la cercanía con la «zona de la muerte» —estimada desde los 7.500 metros—. Destaca el volcán Nevado Ojos del Salado —la «montaña más alta de Chile» con 6.893 metros—, el volcán San José, el volcán Tupungato, la placa Roja y el cerro Torre —la «montaña de más difícil ascenso en Chile»—. Es asistido por el Cuerpo de Socorro Andino, el Grupo de Operaciones Policiales Especiales, K-SAR Chile y la Patrulla de Auxilio y Rescate Militar, coordinados por el Servicio Nacional de Prevención y Respuesta ante Desastres.
Los indígenas incas practicaron andinismo en las zonas norte y central, mientras expandían su imperio durante los siglos XV y XVI, realizando el ritual Capac cocha en varias montañas, que consideraban divinidades llamadas apu. Durante la guerra de la Independencia de Chile contra el Imperio español, cerca de 5.000 chilenos y argentinos efectuaron el Cruce de los Andes en 1817. Fue fundada la Escuela Nacional de Montaña en 1971, la Asociación Nacional de Guías de Montaña en 1989 y la Asociación Chilena de Guías/Instructores de Montaña y Escalada en 2013.
Han destacado Claudio Lucero, el «chileno con más ascensiones de alta montaña»; Rodrigo Jordan; Mauricio Purto; Cristián García-Huidobro, el «primer chileno que ascendió el Everest» —la «montaña más alta de la superficie del planeta» con 8.848 metros— el 15 de mayo de 1992; Patricia Soto, la «primera chilena que ascendió el Everest» el 23 de mayo de 2001; y Juan Pablo Mohr, quien logró la «marca mundial de doble ascensión de ochomil mayores sin oxígeno suplementario a mayor velocidad» con seis días y veinte horas a los montes Lhotse y Everest (China-Nepal) el 23 de mayo de 2019.

La cordillera de Chile, que podemos llamar maravilla de la naturaleza, y sin segunda, porque no sé qué haya en el mundo cosa que se le parezca, son unos altos montes que corren de norte a sur [...] Esta es tan grande que gastamos tres o cuatro días en la subida a la cumbre más alta y otros tantos en la bajada; esto es hablando de lo que llamamos cordillera, que si tomamos la corrida de más atrás, podemos decir con verdad que comenzamos a subir desde la orilla del mar, que dista hasta su pie más de cuarenta leguas, porque toda la distancia intermedia es como una prolongada y extendida ladera, a cuya causa corren los ríos con gran furia, que algunos parecen canales de molino, particularmente mientras más vecinos a su nacimiento; y cuando se llega a montar lo último y más empinado de la punta, experimentamos un aire tan sutil y delicado, que apenas, y con dificultad, basta para la respiración.

De la famosa cordillera de Chile, Histórica relación del Reyno de Chile de Alonso de Ovalle (1646).

### Pedestres

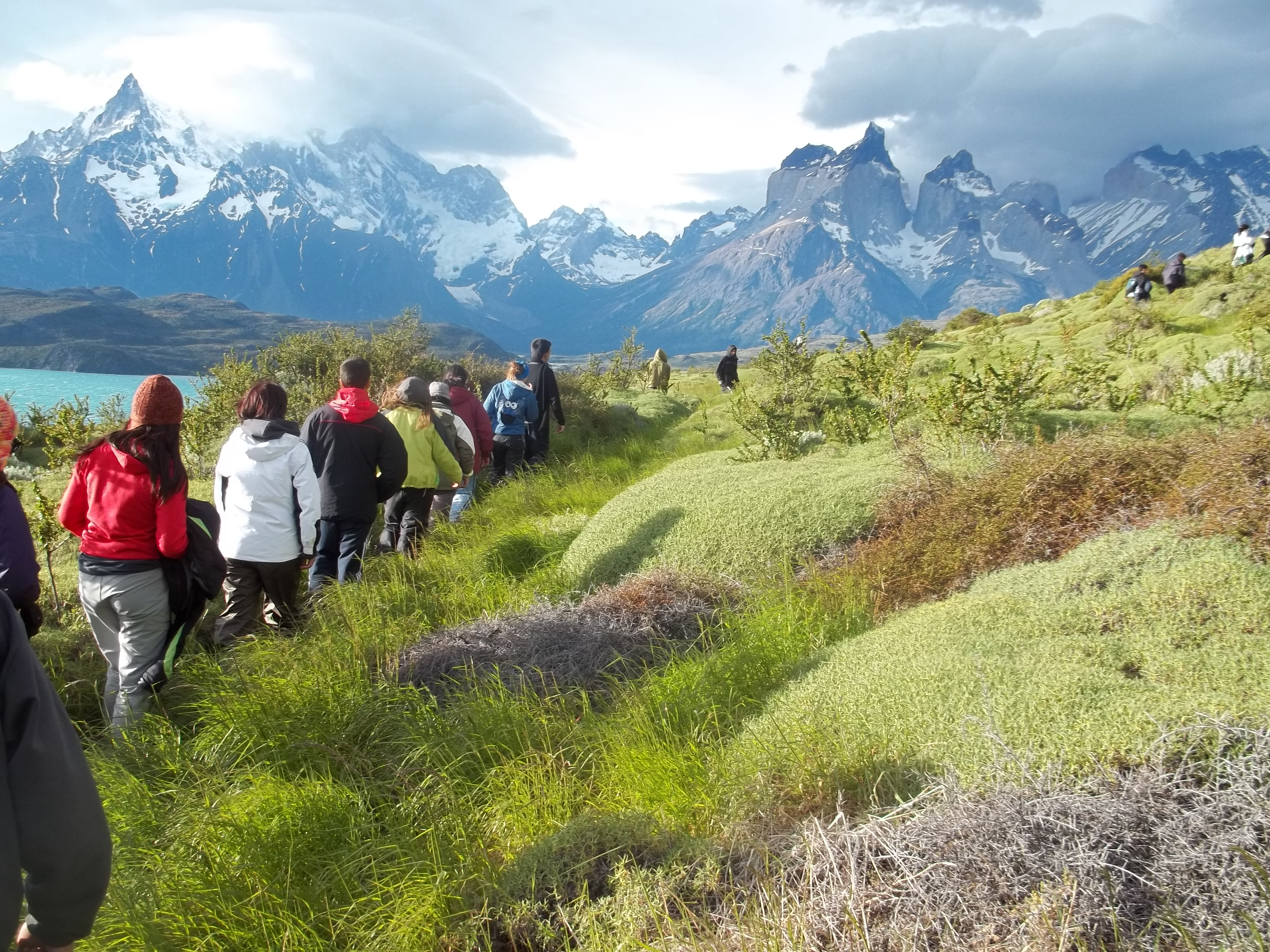
Excursionistas en la zona austral.

Chile alberga áreas silvestres protegidas desde 1907, equivalentes al 21 % de su territorio en 2019 y administradas por la Corporación Nacional Forestal, donde habita fauna y flora de baja peligrosidad que incluye cerca de 33.000 especies nativas según el Inventario Nacional de Especies y no proliferan las enfermedades tropicales por barreras geográficas. Ha sido reconocido como el «mejor destino mundial verde» en los Premios Mundiales del Viaje en 2019 y 2020. En excursionismo, su práctica es denominada localmente como mochilear y se aplica el ecoturismo con lupa, destacando las rutas de Ancud (isla Chiloé), del parque nacional Bernardo O'Higgins (Magallanes) —el «parque nacional más extenso de Chile» con 35.000 kilómetros cuadrados—, del parque nacional Radal Siete Tazas (Maule), del parque nacional Torres del Paine (Magallanes) y del Valle del Elqui (Coquimbo). Parkour Metropolitano es la organización que agrupa a practicantes de parkour y freerunning en la Región Metropolitana de Santiago, y el país presenta construcción antisísmica.
En senderismo, el país es cruzado en dirección norte-sur por el Sendero de Chile, emplazado en la precordillera andina. En Santiago, destaca el cerro El Carbón, el cerro Renca, la montaña Altos de Chicauma y el Parque Natural Farellones de Santa Elena. Las principales carreras de ultrafondo son: Atacama Xtreme (160K) en el desierto de Atacama —el «lugar no polar más árido del planeta» y el «lugar con mayor radiación solar del planeta», superando los siete kWh/m²—, Ultra Trail Torres del Paine (109K), Ultra Fiord (80K), Vulcano Ultra Trail (80K) y Ultra Sky Andes Infernal (51K). En cabalgata, destacan el Cajón de Jahuel, la Cascada de las Ánimas, Codegua y Las Condes. En enduro ecuestre, destaca Boni Viada, tercer lugar con «As Embrujo» del Campeonato Mundial de 2021. El escritor Joaquín Barañao fundó el cibersitio Wikiexplora en 2009, una guía de rutas de excursionismo y montañismo en Sudamérica.

### Sostenidos

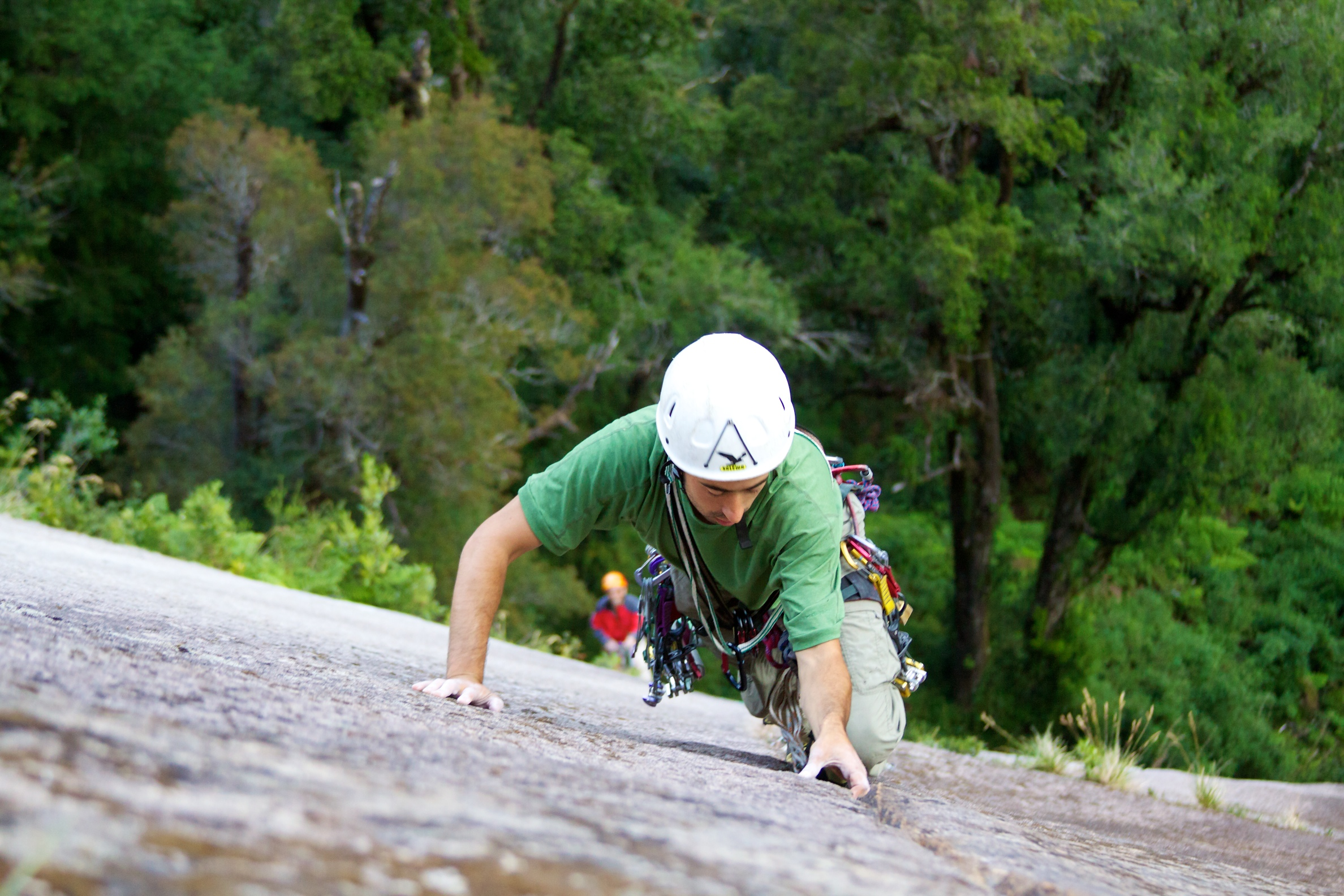
Escalador big wall en la zona sur.

La escalada es practicada principalmente en Cochamó, Las Chilcas, Petorca, Socaire y Valle de los Cóndores. El puentismo es practicado principalmente en el Cajón del Maipo sobre el río Colorado, y Pucón, donde es realizado el Volcano Bungee, impulsado por el canal MTV y conocido como el «bungee más extremo del mundo», que consiste en un salto dentro del cráter del activo volcán Villarrica desde un helicóptero. El rápel es practicado principalmente en el Cerro Manquehue (Santiago), el Salto del Itata (Yungay) con 75 metros, las Cascadas Gemelas (Futaleufú) y el Parque Salto del Claro (Pucón) con 90 metros. En tirolesa, las tres de mayor longitud están en el bosque valdiviano: el Trayecto Cóndor (Pucón) de tres kilómetros, el Canopy Lago Llanquihue (Puerto Varas) de dos kilómetros y el Vuelo del Cóndor (Neltume) de 500 metros sobre la reserva biológica Huilo Huilo. Destacan también las del Cajón del Maipo y el Lago General Carrera.
En funambulismo, las visitas ilustres cruzan el paseo Bulnes en Santiago por un trayecto de 75 metros y a 50 metros de altura. Ha destacado Gonzalo Concha. La organización del slackline está a cargo de la Federación de Slackline de Chile (Feslach), fundada en 2014 y afiliada a la Asociación Internacional desde 2017. Viña del Mar fue la sede de la Copa Mundial masculina en 2017, donde Abraham Hernández fue campeón de la modalidad trickline aerial, quien registró las técnicas «combo infinito» —superando los tres metros y 15 minutos—, «salto frontal triple» en 2015 y «salto reverso triple» en 2018. Su mayor parque de atracciones es Fantasilandia, ubicado en Santiago.

## Historia de las regulaciones

### Inicios
El 6 de julio de 1994, se conformó en Chile el Consejo de Autorregulación del Turismo Aventura (CATA), presidido y coordinado por el Servicio Nacional de Turismo, el cual se transforma en un organismo asesor de Sernatur para estas materias y comienza la realización de borradores para establecer una autorregulación de las actividades.
El 7 de septiembre de 1994, mediante la resolución 771, se creó oficialmente en Santiago la Comisión para el Desarrollo del Turismo Aventura en Chile como un organismo asesor de Sernatur y, paralelamente, se crea la Asociación Gremial de Agencias de Turismo Aventura (CATA A.G.).
El 27 de septiembre de 1997, como resultado del trabajo de la Comisión para el Desarrollo del Turismo Aventura y de CATA A.G., se publica el Reglamento General de Turismo Aventura, el cual se hizo aplicable a las empresas que eran miembros de la Asociación Gremial de Agencias de Turismo Aventura.
El reglamento reconocía diecinueve actividades de turismo aventura, a saber: senderismo, montaña, alta montaña, esquí, cabalgatas, kayak de mar o río, rafting, hidrotrineo o hidrospeed, hidrobob, escalada libre, espeleología, off road, ciclismo de montaña, buceo recreativo, canoa, parapente, globo aerostático.
Estableciéndose como organismos técnicos a: la Federación de Andinismo de Chile, la Federación de Ski, Federación Ecuestre de Chile, Armada de Chile, Federación Chilena de Canotaje, Automóvil Club de Chile, Federación Chilena de Deportes Submarinos, la  Dirección General de Aeronáutica Civil, entre otros.
Finalmente, el reglamento incorpora los contenidos mínimos para a la capacitación de los guías de turismo aventura. El 24 de febrero de 2001 se creó la Asociación Gremial Independiente de Guías de Turismo Aventura en la ciudad de Pucón, Región de Araucanía.
Entre 2003 y 2007, Sernatur, junto con el Instituto Nacional de Normalización (INN) y varias organizaciones del sector privado y con el financiamiento de la Corporación de Fomento de la Producción, inició un proyecto para el desarrollo de Normas Técnicas de Calidad Turística con la finalidad de establecer los requisitos mínimos de calidad y seguridad en las actividades turísticas de Chile, entre ellas también se incorporó las actividades de turismo aventura. Como resultado de este proyecto se desarrollaron 48 normas técnicas voluntarias, 24 de las cuales estaban dedicadas a las actividades de turismo aventura.
En noviembre de 2007, el Ejecutivo envió un proyecto de ley al Congreso que incorporó, entre otros temas, la definición y regulación de las actividades de turismo aventura.

### Situación actual
En enero de 2010 la ley 20423 fue aprobada por unanimidad de los miembros del Congreso y el 12 de febrero de 2010 se publicó en el Diario Oficial de la República de Chile, marcando de esta manera una nueva etapa para las actividades de turismo aventura en Chile.
En su título VII se estableció el «Sistema de Clasificación, Calidad y Seguridad de los Prestadores de Servicios Turísticos», reconociendo el «Sistema de Calidad Turística» y las normas técnicas voluntarias desarrolladas entre 2003 y 2007.
El artículo 34.º estableció la obligación de registro de las actividades de turismo aventura y además el cumplimiento obligatorio de los estándares de seguridad.
Basándose en las mismas normas técnicas desarrolladas con la industria, el Ministerio de Economía, Fomento y Turismo promulgó el decreto 222 el 23 de junio de 2011. De esta manera, se estableció la forma en que las actividades de turismo debían registrarse y los elementos mínimos contenidos para los estándares de seguridad. Finalmente, se estableció un periodo de dos años para el cumplimiento obligatorio del registro y de los estándares de seguridad. 
El 23 de junio de 2013, comenzó la obligación de registro, y por consiguiente, la debida denuncia de los prestadores que no cumplan con el registro y los estándares de seguridad.

## Actividades
Las actividades que son consideradas de turismo aventura en Chile, según el artículo 29 del decreto 222 de 2011 del Ministerio de Economía, Fomento y Turismo, son veinticuatro:
- Alta montaña
- Barranquismo, exploración de cañones o canyoning
- Buceo en apnea
- Buceo recreativo autónomo
- Cabalgata
- Canotaje
- Cicloturismo
- Descenso en balsa o rafting
- Deslizamiento sobre arena o sandboard
- Deslizamiento sobre nieve en áreas no delimitadas
- Deslizamiento sobre olas
- Desplazamiento en cables: canopy, tirolesa y arborismo
- Escalada en roca
- Excursionismo
- Hidrotrineo o hidrospeed
- Montaña
- Motos acuáticas y jetski
- Observación de flora y fauna
- Paseos en banano
- Paseos náuticos
- Pesca recreativa
- Recorrido en vehículos todo terreno
- Senderismo
- Vuelo ultraliviano no motorizado biplaza o parapente

Algunas actividades consideradas de turismo activo o turismo aventura y que no se encuentran reguladas por el decreto 222 de 2011 son las siguientes: paintball, caza, tiro con arco y flecha, salto de puente o bungee y paracaidismo biplaza, entre otras.

## Registro
Las actividades de turismo aventura no tenían obligación de registrarse antes de la promulgación de la ley 20423 de 2010, por lo que el número de actividades existentes anterior a esta fecha es impreciso.
Según la Ley los prestadores de servicios deben registrar ante Sernatur todas y cada una de las actividades de turismo aventura que ofrezcan o promuevan.
Con la creación de la plataforma de «Registro de Prestadores de Servicios Turísticos» en junio de 2011, a cargo de Sernatur, comenzó el registro formal y obligatorio de las actividades de turismo aventura ante el Estado, con la sola excepción de algunas actividades náuticas y de parapente que tenían regulaciones previas y cuyo registro estaba a cargo de la Armada de Chile y de la Dirección General de Aeronáutica Civil.
A inicios de febrero de 2020, las actividades registradas ante Sernatur alcanzaban a 2.601 actividades. Esto ha permitido conocer con mayor detalle las actividades, los prestadores de servicios responsables de ellas y los lugares donde estas actividades se desarrollan. Dado que el registro es de carácter público, la información ha permitido beneficiar a la propia industria, a los usuarios, inversores y a las autoridades.
| Región             | Total registradas |
| ------------------ | ----------------- |
| Arica y Parinacota | 28                |
| Tarapacá           | 63                |
| Antofagasta        | 354               |
| Atacama            | 100               |
| Coquimbo           | 264               |
| Valparaíso         | 193               |
| Metropolitana      | 216               |
| O'Higgins          | 69                |
| Maule              | 103               |
| Ñuble              | 40                |
| Biobío             | 83                |
| Araucanía          | 247               |
| Los Ríos           | 114               |
| Los Lagos          | 262               |
| Aysén              | 300               |
| Magallanes         | 165               |
| TOTAL              | 2601              |

De acuerdo a datos de Sernatur, la mayor parte de la oferta se encuentra concentrada en las actividades turísticas de trekking, paseos náuticos, observación de flora y fauna, cabalgatas y senderismo.
| Actividad                             | Total registradas |
| ------------------------------------- | ----------------- |
| Excursionismo o trekking              | 319               |
| Paseos náuticos                       | 380               |
| Observación de flora y fauna          | 219               |
| Cabalgatas                            | 217               |
| Senderismo                            | 321               |
| Cicloturismo                          | 138               |
| Canotaje                              | 147               |
| Pesca recreativa                      | 99                |
| Alta montaña                          | 75                |
| Descenso en balsa o rafting           | 104               |
| Desplazamiento en cables (canopy)     | 95                |
| Buceo recreativo autónomo             | 68                |
| Montaña                               | 102               |
| Deslizamiento sobre olas (surf)       | 59                |
| Todo terreno                          | 40                |
| Buceo en apnea                        | 17                |
| Escalada en roca                      | 29                |
| Deslizamiento sobre arena (sandboard) | 23                |
| Vuelo ultraliviano (parapente)        | 41                |
| Barranquismo                          | 39                |
| Deslizamiento sobre nieve (snowboard) | 16                |
| Hidrotrineo o hidrospeed              | 9                 |
| Motos acuáticas (jet ski)             | 7                 |
| Paseos en banano                      | 29                |
| Sin información                       | 8                 |
| TOTAL                                 | 2601              |

Existen actividades de turismo aventura que aún no se han registrado, ya que la fecha límite para el registro fue el 23 de junio de 2013. Los prestadores de turismo aventura que aún no se registran arriesgan a ser denunciados por cualquier persona ante los Juzgados de Policía Local y a ser multados, según se establece en el artículo 50 de la Ley 20423.

## Estándares de seguridad
De acuerdo a la ley, las actividades de turismo aventura deben registrase y además cumplir con los estándares de seguridad que fija el decreto 222 de 2011, el cual establece en su artículo 28.º los siguientes estándares de seguridad mínimos:
- Requisitos del personal
- Requisitos para la realización de la actividad, que incluyen:
  - Ficha técnica de la actividad, al menos en español e inglés y disponible al público.
  - Ficha de inscripción y aceptación del riesgo, al menos en español e inglés y disponible al público.
  - Plan de prevención y manejo de riesgos, disponible a los participantes de la actividad.
  - Plan de respuestas a emergencias
- Requisitos de equipamiento, que incluyen:
  - Equipamiento
  - Plan de mantenimiento de equipos.

Estos estándares de seguridad son requisito para el funcionamiento de estas actividades, su incumplimiento está sancionado por la Ley 20.423 y cualquier persona puede denunciar su no cumplimiento ante el Juzgado de Policía Local correspondiente, lo cual podría ser sancionado con multas establecidas en el artículo 50.º de la ley.
Adicionalmente, el Servicio Nacional de Turismo realiza una función de supervisión sobre este tipo de actividades turísticas, realizando visitas de inspección que permitan garantizar el cumplimiento de estos estándares mínimos de seguridad.